# Вайдинг (Швандорф)
Вайдинг (нем. Weiding) — община в Германии, в земле Бавария.
Подчиняется административному округу Верхний Пфальц. Входит в состав района Швандорф. Подчиняется управлению Шёнзе. Население составляет 539 человек (на 31 декабря 2010 года). Занимает площадь 22,43 км².

## История
В 10-м и 11-м веках баварские поселенцы странствовали из Наббурга на восток. Вайдинг был основан до 1270 года и является одной из старейших деревень региона.[ 3] Он часто менял владельца, и в 1803 году он, наконец, был продан графу Дю Мулен-Эккарту, которому он принадлежит и по сей день.

## География
Вайдинг расположен на плато с горой Фрауэнштейн на юго-западе и долиной Хюттенбах на востоке, с деревнями Реймермюле, Сагмюле, Андреасталь и Лёвенталь.

## Население
По оценке на 31 декабря 2015 года население общины Вайдинг составляет 490 чел. 

| Дата      | 1840 | 1871 | 1900 | 1925 | 1939 | 1950 | 1961 | 1970 | 1987 | 2011 |
| --------- | ---- | ---- | ---- | ---- | ---- | ---- | ---- | ---- | ---- | ---- |
| Население | 845  | 795  | 798  | 732  | 638  | 737  | 628  | 665  | 655  | 532  |

| Год       | 1960 | 1970 | 1980 | 1990 | 2000 | 2009 | 2010 | 2011 | 2012 | 2013 | 2014 | 2015 |
| --------- | ---- | ---- | ---- | ---- | ---- | ---- | ---- | ---- | ---- | ---- | ---- | ---- |
| Население | 616  | 671  | 693  | 657  | 639  | 557  | 539  | 528  | 505  | 496  | 497  | 490  |